# Mike Alterman
Mike Alterman ist ein US-amerikanischer Jazzpianist, Keyboarder, Filmkomponist und Arrangeur.
Alterman gehörte in den 1960er-Jahren kurzzeitig Woody Herman and His Orchestra an, auf dessen LP Woody Live: East and West (1967) er zu hören ist. Er ging mit Chet Baker auf Tour und spielte 1970 als Keyboarder in Gershon Kingsleys First Moog Quartet. Nach Erwerb des Masterabschlusses in Musikwissenschaft und Komposition am Queens College in New York spielte er in verschiedenen Bigbands und Broadway-Musicals, für fünf Jahre mit Bob Fosse. In seinen späteren Jahren war er vorwiegend als Komponist, Orchesterleiter und Arrangeur für Film und Fernsehen tätig. 2009 legte er die Alben That's Cool und One Thousand Lights of Ladakh vor.